# Transit baryté

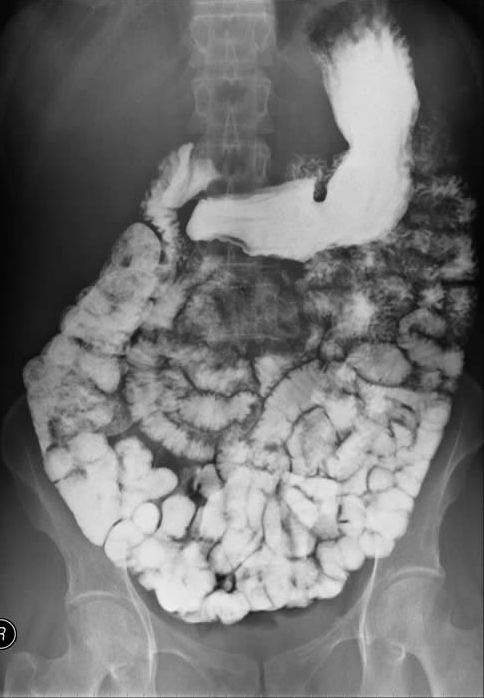
Transit baryté, visualisation de l'intestin grêle.

Un transit baryté est un examen radiologique permettant d'étudier le tube digestif haut : œsophage, estomac, duodénum et intestin grêle.
Il consiste à faire ingérer par un patient de la baryte, un produit de contraste opaque aux rayons X.
Puis des clichés radiographiques sont pris à différents temps, permettant d'explorer l'ensemble du tractus digestif haut à mesure que celui-ci se remplit de baryte.
Cet examen permet de dépister des anomalies telles que tumeurs, polypes, diverticules, inflammation et infection.
Le lavement baryté est un examen fondé sur le même principe, explorant le bas du tube digestif.